# Edith Piaf 1915-2015 Box Set
Az Edith Piaf 1915-2015 Box Set Édith Piaf születésének 100. évfordulójára kiadott, limitált kiadású box set, amely 21 újrakevert lemezt tartalmaz, köztük egy bakelitot is. Az albumon több mint 350 zeneszám található Édith Piaftól, amelyeknek játékideje több mint 20 óra. Továbbá egy 30 oldalas ismertető az énekesnőről képekkel, francia és angol nyelven. Világszerte mindössze 10 000 példány készül az albumból.

## A Box set tartalma
- 30 oldalas ismertető Édith Piaf-ról képekkel, francia és angol nyelven.
- 3 jelképes rajz Édith Piaf életéről.
- 10 újrakevert lemez slágerekkel.
- 8 újrakevert lemez élő fellépésekkel.
- 2 lemez interjúkkal, próbákkal, ritka felvételekkel.
- Lemezek:

1. Edith Piaf La Vie En Rose (1937-1947 zeneszámok)
2. Edith Piaf Hymne À L'amour (1947-1950 zeneszámok)
3. Edith Piaf Blus Bleu Que Tes Yeux (1950-1951 zeneszámok)
4. Edith Piaf Padam Padam (1951-1953 zeneszámok)
5. Edith Piaf Sous Le Ciel De Paris (1953-1955 zeneszámok)
6. Edith Piaf Les Amants D'un Jour 1955-1958 zeneszámok)
7. Edith Piaf Milord (1958-1960 zeneszámok)
8. Edith Piaf Mon Dieu (1960-1962 zeneszámok)
9. Edith Piaf A Quoi Ça Sert L'amour (1962-1963 zeneszámok)
10. Edith Piaf Sings in English - Le Bel Indifférent (angol zeneszámok és egy színdarab)
11. Edith Piaf Olympia (Live) (1955)
12. Edith Piaf Olympia (Live) (1956)
13. Edith Piaf au Carnegie Hall (Live) (1956)
14. Edith Piaf au Carnegie Hall (Live) (1957)
15. Edith Piaf Olympia (Live) (1958)
16. Edith Piaf Olympia (Live) (1961)
17. Edith Piaf Olympia (Live) (1962)
18. Edith Piaf Bobino (Live) (1963)
19. Edith Piaf Raconte et Chante (1963)
20. Edith Piaf Inédits et Documents (1962)

- 1 db 25 cm-es bakelit lemez 8 zeneszámmal:
- A oldal:

1. La Vie En Rose
2. C’est De La Faute À Tes Yeux
3. La Fête Continue
4. Hymne À L'amour

- B oldal:

1. Je Hais Les Dimanches
2. Padam, Padam
3. Plus Bleu Que Tes Yeux
4. Jezebel